# Célula alfa

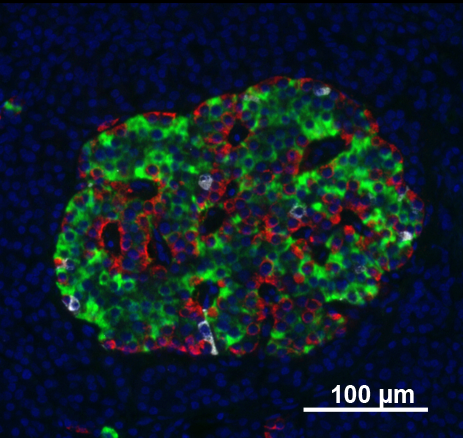
Las células alfa en rojo, dentro de un Islote de Langerhans de páncreas humano. Microscopio confocal láser de barrido. Inmunofluorescencia.

Las células alfa o células-α son un grupo de células presentes en los islotes de Langerhans en el páncreas. Constituyen aproximadamente el 20% de los islotes y tienen la función de sintetizar y secretar a la sangre el péptido conocido como glucagón. 

## Embriología
Las células-α  al igual que todas las células de los islotes, se originan en el endodermo. El desarrollo de estas células requiere la presencia de los factores Arx y FoxA2, y una baja expresión del gen Pax4. Otros factores importantes para la diferenciación de las células-α incluyen Pax6, Nkx6.1, Nkx6.2 y MafB.

## Estructura

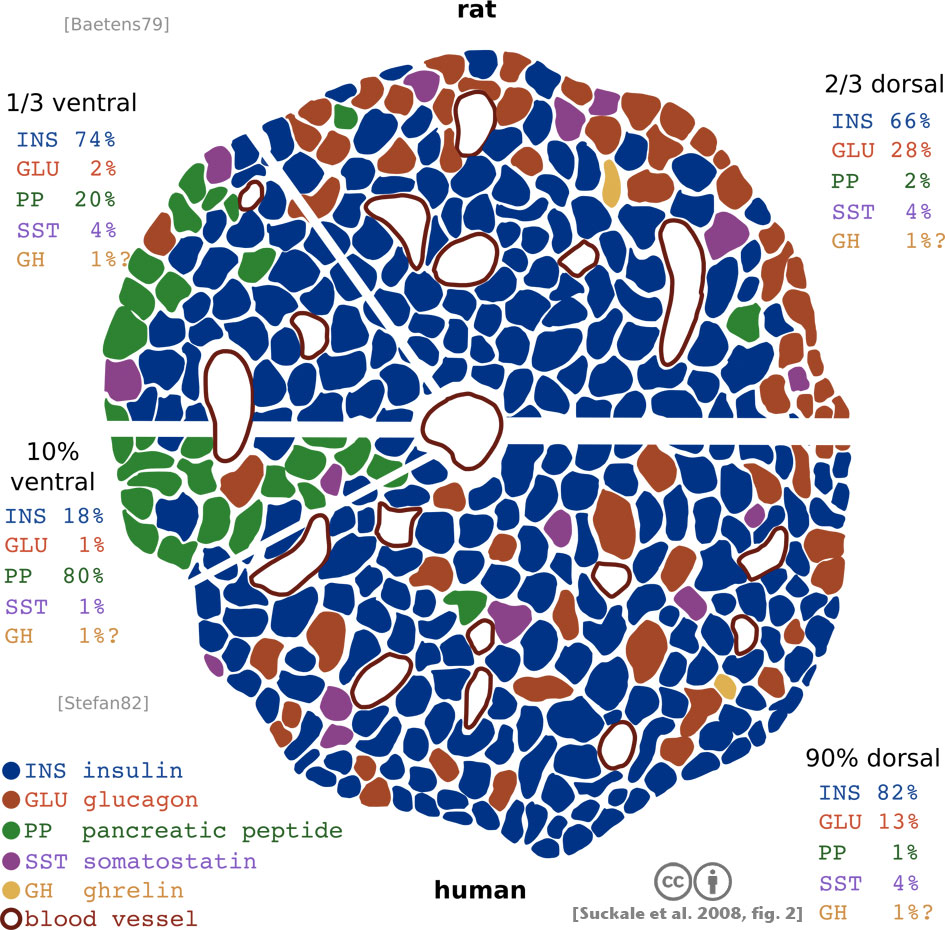
Localización de células Alfa en rojo. Mitad inferior páncreas humano.

Cada célula Alfa se encuentra dentro de una estructura compleja que es el Islote pancreático, que agrupa 1000-3000 células endócrinas.
 
La identificación y caracterización de la célula-α  se realizó a través de la Inmunohistoquímica de sus gránulos que contienen glucagón.

La proporción de células-α  en el páncreas varía en cada especie.
La localización de las células-α  dentro del Islote pancreático también es diferente.

### Microaquitectura

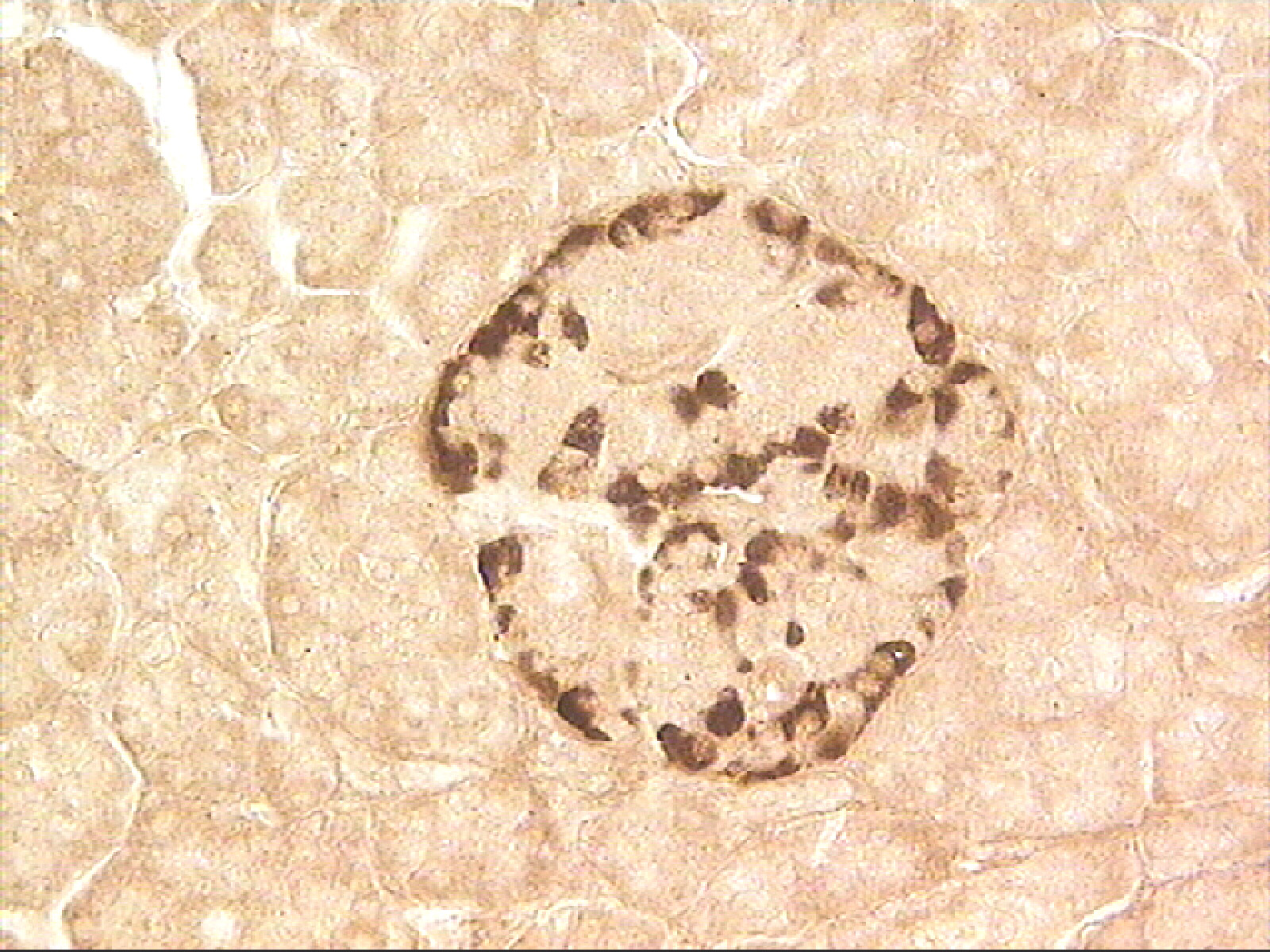
Glucagón teñido, dentro de las células alfa en un Islote pancreático in situ. Inmunohistoquímica.

Con el microscopio óptico se observan como células redondeadas con múltiples vesículas ubicadas en la periferia.
El núcleo es central con un collar de cromatina compacta en su periferia.
Estudios del 2020 han mostrado que aproximadamente del 10-30% de todas las células dentro de un islote de Langerhans de ratón son células-α , mientras que en los islotes humanos hasta el 65% de las células son células-α . 
En los islotes humanos, las células α y β se mezclan en todos los islotes.

### Ultraestructura

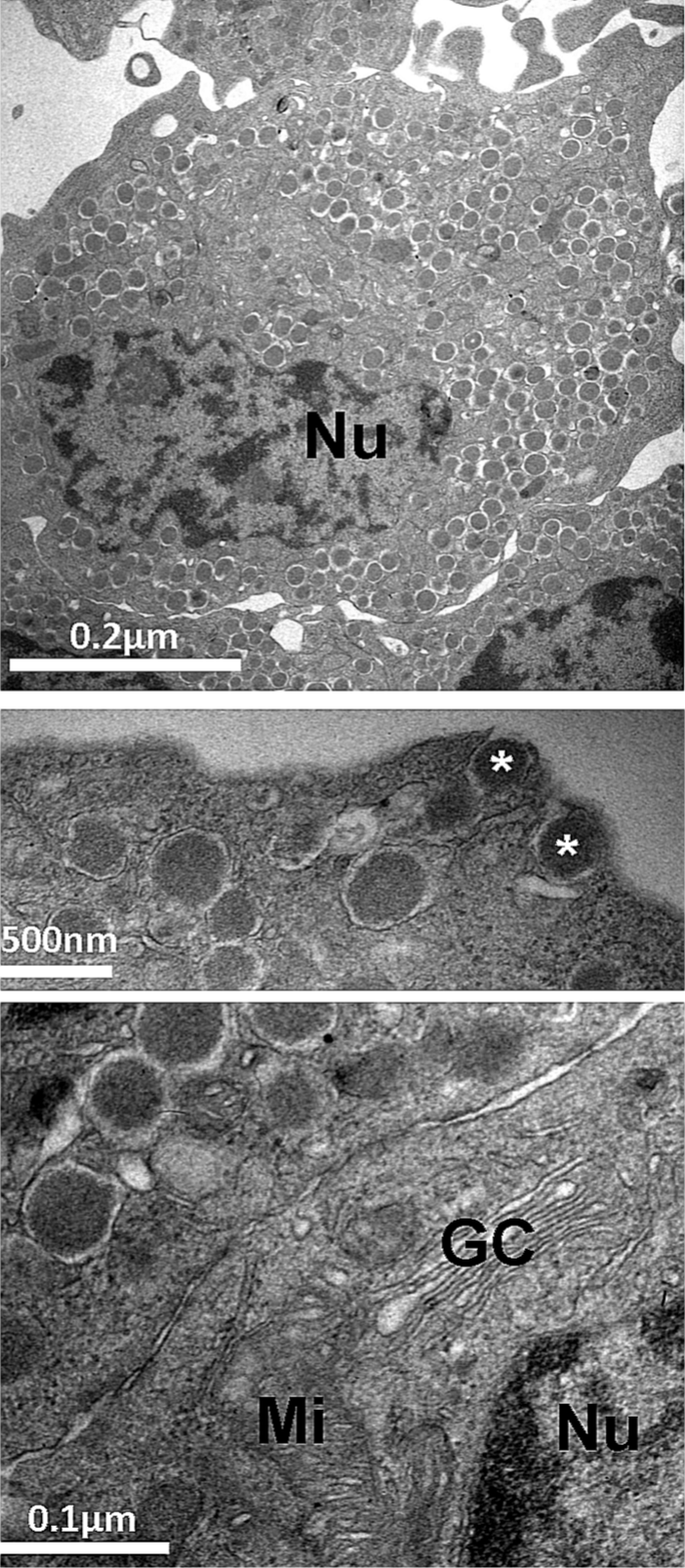
Célula alfa pancreática:
- = gránulos de Glucagón,
GC= complejo Golgi,
Mi= Mitocondrias, Nu= núcleo. Microscopio electrónico de transmisión.

Con el microscopio electrónico la célula alfa presenta numerosos gránulos secretores que contienen glucagón, poseen un diámetro de 250-300 nanómetros (nm). Muestran un aspecto particular con una gran zona central esférica muy electrondensa, rodeada por un reborde angosto menos denso.

Como célula secretora, la célula-α  posee un aparato de Golgi importante y un número alto de mitocondrias.

El núcleo presenta heterocromatina compacta en su periferia, y una membrana con pliegues.

## Secreción
Las células alfa segregan el glucagón que es un péptido con función de hormona que eleva los niveles de glucosa en sangre, efecto hiperglucemiante, efecto contrario al de la insulina sintetizada por las cercanas células beta.

Los bajos niveles de glucosa estimulan de forma directa a las células-α  para segregar glucagón.
La prohormona, el péptido proglucagón de 160 aminoácidos, está codificada en el gen del pre-pro-glucagón. El gen del preproglucagón se expresa principalmente en las células-α , pero también en el cerebro y en las células L del intestino.
El péptido similar al glucagón (GLP-1), es una hormona producida por las células L intestinales, que reduce la producción de glucagón. 
El GLP-1 actúa a múltiples niveles, pero afecta principalmente a las células-α  del páncreas. El GLP-1 previene la aparición de niveles altos de glucagón no regulados.
El deterioro de la función de las células α es un factor importante en la etiología de las patologías asociadas con la desregulación de la homeostasis de la glucosa, como la obesidad, la DM2, e hipercortisolismo.